# Sambyeolcho
De Sambyeolcho was een militaire eenheid van de Goryeodynastie in de tijd dat de Choe familie de eigenlijke macht uitoefende achter de regerende vorst.

## Betekenis
Sambyeolcho betekent letterlijk 'drie speciaal gekozen', oftewel de 'drie speciale eenheden'.

## Oorsprong
De Sambyeolcho ontstond uit een andere eenheid, yabyeolcho (야별초,夜別抄) genoemd. Deze eenheid was opgericht om inbraken te voorkomen en 's nacht de veiligheid van de hoofdstad te garanderen. Toen later additionele eenheden onder leiding kwamen te staan van de yabyeolcho werd deze opgesplitst in de Jwabyeolcho (좌별초, 左別抄), Linker Speciale Eenheid, en de Ubyeolcho (우별초,右別抄), Rechter Speciale Eenheid.

Later ontstond een derde eenheid die gevormd werd door soldaten die eerder gevangen waren genomen door de Mongolen, maar wisten te ontsnappen. Hun eenheid heette Shin-euigun (신외군, 神義軍). Deze drie eenheden samen kregen de naam Sambyeolcho.

## Functie
De Sambyeolcho fungeerden zowel als politie als militaire macht, maar fungeerden voornamelijk als privéleger voor de Choe familie. Choe U's privéleger verving uiteindelijk de Koninklijke legers. Samen met de Dobang (도방, 都房) vormden zij de middelen waarmee de Choe familie haar dictatoriale regime kon uitvoeren.
De Sambyeocho werd ontbonden toen het regime van de Choe's instortte.